# Araguanã, Maranhão
Araguanã este un oraș în unitatea federativă Maranhão, Brazilia.